# Bahnhof St. Georgen (Schwarzw)
Der Bahnhof St. Georgen (Schwarzw) ist der höchstgelegene Bahnhof der Schwarzwaldbahn. Er ist der einzige verbliebene von ehemals drei Bahnhöfen in Sankt Georgen. Bis in die 1970er Jahre hielten Züge auch an den aufgelassenen Bahnhöfen Sommerau und Peterzell-Königsfeld.

## Geschichte
Der auf einer Höhe von 806 Meter über dem Meeresspiegel gelegene Bahnhof wurde am 10. November 1873, zusammen mit dem letzten Abschnitt der Schwarzwaldbahn von Hausach nach Villingen (Schwarzw), eröffnet. Damit zählt er zu den höchstgelegenen Stationen in Deutschland. Der Eisenbahnanschluss war für die Industrialisierung von Sankt Georgen im Schwarzwald von hoher Bedeutung. In den 1970er Jahren wurde er aufwendig renoviert und mit Unterführungen ausgestattet. In den Jahren 2016 und 2017 wurden alle drei Bahnsteige für 3,5 Millionen Euro modernisiert und besitzen seitdem eine Höhe von 55 Zentimetern über Schienenoberkante, wodurch eine barrierefreie Nutzung möglich ist. Heute spielt der Bahnhof für die Industrie in Sankt Georgen nur noch eine untergeordnete Rolle, allerdings ist er für den Tourismus von Bedeutung.

## Bedienung
Stündlich verkehrt eine Regional-Express-Linie von Karlsruhe nach Konstanz. Das Intercity-Zugpaar Schwarzwald bindet den Bahnhof an das Netz der DB Fernverkehr AG an. An Schultagen verkehrt zudem morgens ein einzelner Regional-Express von Triberg über St. Georgen nach Ulm.
| Linie | Strecke | Frequenz                  |
| ----- | --- | ------------------------- |
| IC 35 | Emden Hbf – Münster (Westf) Hbf – Duisburg – Köln – Bonn – Koblenz – Mannheim – Karlsruhe – Offenburg – St. Georgen (Schwarzw) – Villingen (Schwarzw) – Singen (Hohentwiel) – Konstanz | ein Zugpaar am Wochenende |
| RE 2  | Karlsruhe – Baden-Baden – Achern – Offenburg – St. Georgen (Schwarzw) – Villingen (Schwarzw) – Donaueschingen – Immendingen – Singen (Hohentwiel) – Konstanz                           | Stundentakt               |
| RE 55 | Triberg – St. Georgen (Schwarzw) – Villingen (Schwarzw) – Donaueschingen – Tuttlingen – Sigmaringen – Riedlingen – Schelklingen – Ulm Hbf                                              | ein Zugpaar an Schultagen |